# Ниси-Магомэ (станция)
Станция Ниси-Магомэ (яп. 西馬込駅 ниси магомэ эки) — железнодорожная станция на линии Асакуса расположенная в специальном районе Ота, Токио. Станция обозначена номером A-01. Является конечной станцией линии Асакуса. Станция была открыта 15-го ноября 1968 года. На станции установлены автоматические платформенные ворота.

## Планировка станции
Две платформы бокового типа и два пути.
| 1 | ○ Линия Асакуса | Готанда, Сэнгакудзи, Нихонбаси, Осиагэ, Аэропорт Нарита, Инба-Нихон-Идай, Сибаяма-Тиёда |
| 2 | ○ Линия Асакуса | Готанда, Сэнгакудзи, Нихонбаси, Осиагэ, Аэропорт Нарита, Инба-Нихон-Идай, Сибаяма-Тиёда |

## Близлежащие станции
| «                |  | Линия         |  | »             |
| ---------------- |  | ------------- |  | ------------- |
| Конечная станция |  | Линия Асакуса |  | Магомэ (A-02) |